# Max Meyer
Maximilian "Max" Meyer (Oberhausen, 1995. szeptember 18. –) német válogatott labdarúgó, a ciprusi APÓEL középpályása.

## Pályafutása

### Klubcsapatban
Meyer 2000-ben kezdte karrierjét. Előbb az FC Sardegna Oberhausen, majd a Rot-Weiß Oberhausen együttesét szolgálta. 2004-ben hagyta el szülővárosát, hogy az MSV Duisburg juniorcsapatának tagja legyen. Ekkor 8 éves volt. Itt öt évet húzott le, amikor felfigyelt rá a Schalke híres akadémiája 2009-ben. Ebben a csapatban ismerkedett meg egyik jó barátjával, Leroy Sanéval, akivel később még hat éven keresztül fociztak együtt a Schalkénál.
2013-ban profiszerződést kínált neki a Schalke nagycsapata. A sok középpályáról távozó játékos miatt Max egyre több játéklehetőséget kapott. 2013. február 9-én be is mutatkozhatott a profik közt, méghozzá a Bundesligában, a Bayern München ellen. Később megszerezte első gólpasszát is, miután egy újabb csere alkalmával Bastos elé tálalt az 1. FSV Mainz 05 csapata ellen elért 2-2-es döntetlen során.
A 2013/14-es szezont már a 7-es mezszámban kezdhette meg, amit a visszavonuló Raúl hagyott rá. A szezon elején még a Schalke 04 második csapatában szerepelt, ahol duplázott az első bajnoki alkalmával. E jó teljesítménye után a következő meccsét már a Bundesligában játszhatta a Wolfsburg ellen csereként. Az egyik BL-csoportkörbeli mérkőzés során pedig már feljegyezhette első kezdését profiként. Később, a kupában is pályára lépett és a Darmstadt 98 együttese ellen meg is szerezte első Schalke-gólját. A bajnokságban ezután többször is szerepet kapott és találatot jegyzett a Dortmund, a Braunschweig és az Augsburg ellen is, valamint nagyszerű meccset hozott le a Chelsea ellen, ami után felkeltette a klub figyelmét és 15 millió eurót ajánlottak is a németeknek, de végül az angolok a téli ablakban nem igazolták le. 2013 novemberében meghosszabbította szerződését 2018. június 30-ig.
A következő szezonokban aztán már kulcsszerep jutott neki és értéke is rohamosan kezdett nőni. A 2014/15-ös és a 2015/16-os kiírásokban 6-6 gólt rúgott és 19 gólpasszt adott, klubjával pedig rendre játszhatott a különböző európai kupasorozatokban.
A 2016/17-es szezonban aztán visszaesett az egész csapat, így Meyer teljesítménye is, a Bundesligában a tizedikek lettek, a német kupában és az Európa-ligában pedig a negyeddöntőben véreztek el. A szezon végére összesen két gólt szerzett.
2018. augusztus 2-án az angol Crystal Palace szabadon igazolhatóként szerződtette.
2021. január 25-én szabadon igazolhatóként aláírt a szezon végéig az 1. FC Köln csapatához.
2021. szeptember 2-án a török Fenerbahçe csapatához írt alá két évre.
2022. január 31-én kölcsönbe került a dán Midtjylland csapatához félévre, vásárlási opcióval.
2022. augusztus 24-én, a svájci első osztályban érdekelt Luzern szerződtette.
2024. július 4-én a ciprusi APÓEL csapatába szerződött.

### A válogatottban

#### Korosztályos
Meyer végigjárta a különböző korosztályos csapatokat, de első tornája csak a 2012-es U17-es Európa-bajnokság volt. Egészen jól zárta a kontinenstornát, három gólt rúgott, amivel elnyerte az aranycipőt, a németek azonban a döntőben kikaptak a hollandoktól tizenegyesekkel. Megválasztották a kiírás legjobbjának, később pedig részesülhetett a Fritz Walter-érem átadásában.
2017-ben az U21-es válogatottal részt vett az Európa-bajnokságon, amit csapatával meg is nyert. Ebben a korcsoportban szerepelt egyébként a legtöbbször, 24-szer.

#### Felnőtt válogatott
2014-ben nevezve lett Joachim Löw 30 fős bő keretébe a világbajnokság előtt. A szűkítés után már nem maradt benn, azonban még ez év májusában bemutatkozhatott a nagyválogatottban Lengyelország ellen. Több, mint két évvel később játszhatta következő meccsét a nagyok között Finnország ellen, és be is talált, Németország pedig 2-0-ra nyert.

#### Olimpiai válogatott
Maximilian nem kapott meghívót a 2016-os franciaországi Európa-bajnokságra, mert a későbbi riói olimpiai-válogatottban számítottak rá. Nem is kezdett rosszul, a csoportkörben mesterhármast szerzett, igaz kihagyott egy büntetőt, később pedig csapatkapitányként vezethette az együttest. A döntőben is betalált, azonban Brazíliától tizenegyesekkel vereséget szenvedtek.

## Sikerei, díjai
- Midtjylland
  - Dán kupa: 2021–22
- Német U21-es válogatott
  - U21-es Európa-bajnokság: Aranyérmes (2017)
- Egyéni
  - A 2012-es U17-es Európa-bajnokság legjobb játékosa
  - Fritz Walter-érem: legígéretesebb U17-es tehetség (2012)
  - Fritz Walter-érem: legígéretesebb U19-es tehetség (2014)

## Fordítás
Ez a szócikk részben vagy egészben  a   Max Meyer (footballer) című angol Wikipédia-szócikk fordításán alapul.  Az eredeti cikk szerkesztőit annak laptörténete sorolja fel. Ez a jelzés csupán a megfogalmazás eredetét és a szerzői jogokat jelzi, nem szolgál a cikkben szereplő információk forrásmegjelöléseként.